# Heimkehr des Gatten
Als Heimkehr des Gatten wird ein Erzähltyp (Aarne-Thompson-Uther 974) bezeichnet, in dessen Mittelpunkt die unverhoffte Wiederkehr des verschollenen Gatten steht, der (oft auf wunderbare Weise) aus der Fremde zurückkehrt, sich identifizieren und die Hochzeit der Frau mit einem anderen abwenden kann.
Sowohl in der so genannten Volksüberlieferung als auch in der Weltliteratur ist dieser Stoff – vor allem ausgehend von der Heimkehr des Odysseus (Homer, Odyssee, 23) – außerordentlich verbreitet. Uvo Hölscher sieht darin ein „uraltes Weltmärchen“.
„Dieses Erzählungsschema“, schrieb Ivan Tolstoi, „begegnet uns sowohl in Zaubermärchen als auch in Legenden novellistischen Charakters, bald in der Form einer prosaischen Erzählung, bald in Liedform, in einfachen volkstümlichen Gattungen und zugleich in literarischen Kunstwerken“.
Für das Erzählschema hat sich – vor allem beeinflusst durch die Arbeiten von Albert B. Lord und John M. Foley – auch der Begriff Return Song etabliert.

## Beispiele
- Caesarius von Heisterbach, Exempel VIII, 59.
- Ballade vom Moringer (modern erstmals abgedruckt 1794)
- Boccaccio, Decamerone: Tag 10, 9. Geschichte: Saladin wird, als Kaufmann verkleidet, von Messer Torello freigebig bewirtet. Der Kreuzzug findet statt. Messer Torello verlangt von seiner Gattin eine Frist, vor deren Ablauf sie sich nicht wieder vermählen soll. Er gerät in Gefangenschaft. Dadurch, dass er Falken abrichtet, hört der Sultan von ihm, der ihn wiedererkennt und ihm, nachdem er sich ebenfalls zu erkennen gegeben hat, die höchsten Ehren antut. Messer Torello erkrankt und wird durch magische Künste im Laufe einer Nacht nach Pavia versetzt, wo eben die Hochzeit seiner Gattin gefeiert wird. Er wird von ihr wiedererkannt und kehrt mit ihr nach Hause zurück.[3]
- Geschichte vom Nebelmännle von Bodman
- Brüder Grimm, Deutsche Sagen Nr. 444 Carls Heimkehr aus Ungerland[4] (nach Jans der Enikel)

### Darstellung bei Schambach/Müller
In ihren 1855 publizierten Niedersächsischen Sagen gaben Georg Schambach und Wilhelm Müller eine Darstellung des Stoffs, deren mythologisierende Spekulationen zwar heute unbrauchbar sind, die aber einige wichtige Zeugnisse bündig zusammenfasst. Auszug:

„II. Die Fahrt in den Osten.
Mehrere deutsche Sagen berichten von einem Helden, der lange Zeit in einem fernen Lande, gewöhnlich im Oriente, weilt. Seine zurückgelassene Gattin hält ihn für todt und will sich schon mit einem Andern vermählen; da kehrt der todt geglaubte Gemahl auf eine wunderbare Art schnell zurück und gibt sich ihr als lebend zu erkennen. Unter den Sagen, welche hierher gehören, nimmt die bekannte von Heinrich dem Löwen, deren Quellen zuletzt Gödeke in seinem Reinfried von Braunschweig (S. 75) besprochen hat, wegen ihrer Vollständigkeit die erste Stelle ein. Wir theilen sie nach dem in Maßmanns Denkmälern S. 122 gedruckten alten Gedichte von Michel Wyssenhere mit, das freilich nur ganz allgemein von einem Fürsten von Braunschweig, nicht von Heinrich dem Löwen spricht. Diesem Fürsten träumte einst, dass er das heilige Grab besuchen solle. Vergebens sucht ihn seine Gemahlin von diesem Unternehmen abzubringen. Er nimmt von ihr Abschied und läßt ihr zum Andenken die Hälfte seines Ringes. Nach vielen Abenteuern in dem fernen Oriente, die wir hier übergehn, kommt er unter das wütende Heer, wo die bösen Geister ihre Wohnung haben. Einen derselben, der ihm begegnet, beschwört er, ihm zu sagen, wie es zu Hause um sein Weib und seine Kinder stehe. Der Geist antwortet: »Braunschweig, du sollst wissen, deine Frau will einen andern Mann nehmen.« Da beschwört ihn der Fürst, dass er ihn und seinen Löwen zu seinem Schlosse bringe. Der Geist willigt unter der Bedingung ein, dass der Fürst ihm gehören solle, wenn er ihn schlafend finde, sobald er den Löwen nachbringe. Darauf führt er zuerst den Fürsten schnell durch die Luft vor seine Burg; als er mit dem Löwen kommt, findet er ihn entschlafen. Aber das Thier brüllt so laut, dass der Fürst erwacht. Als er zu den Seinigen kommt, steht er da mit langen Haaren umhangen, als ob er ein wilder Mann wäre. Niemand erkennt ihn, auch seine Gattin nicht. Als diese ihm nun bei dem Hochzeitsmahle zu trinken bietet, läßt er den halben Ring in das Glas fallen, worauf sie ihn wieder erkennt und um Verzeihung bittet.
Das ist der Hauptinhalt der merkwürdigen Sage, mit welcher Wackernagel und Gödeke bereits das noch ältere Gedicht von Reinfried von Braunschweig zusammengestellt haben. Auch dort geht der Held in den Orient und läßt vorher seiner Gattin die Hälfte eines Ringes zurück. Doch ist das Gedicht unvollendet, so dass wir einen ähnlichen Schluß nur errathen können. Wir erkennen aber die Grundzüge der Sage in mehreren anderen Erzählungen wieder, die sich fast nur durch Anknüpfungen an andere Personen und Oertlichkeiten, so wie durch einige Nebenumstände unterscheiden.
Zunächst kommt die Sage von Gerhard von Holenbach in Betracht, welche Cäsarius von Heisterbach (8, 59) erzählt. Dieser verehrte den Apostel Thomas so, dass er keinem Armen, der in seinem Namen ihn um eine Gabe bat, etwas abschlug. Eines Tages bittet ihn der Teufel in Gestalt eines Pilgers in dem Namen des Apostels um gastliche Aufnahme. Er gewährt sie und gibt dem Fremden für die Nacht einen Mantel, mit dem dieser am folgenden Tage verschwunden ist. Später beschließt Gerhard nach Indien zu dem heiligen Thomas zu wallen. Bei dem Abschiede gibt er seiner Gattin die Hälfte eines Ringes und erlaubt ihr, wenn er in fünf Jahren nicht zurückgekehrt sei, sich wieder zu verheirathen. Der letzte Tag der Frist ist schon erschienen und Gerhard weilt noch in Indien. Da erblickt er den Dämon, den er früher bei sich aufgenommen hatte, in seinem Mantel. Dieser eröffnet ihm, es sei ihm befohlen, ihn vor Schlafengehens Zeit nach Hause zu bringen, weil seine Gattin im Begriffe stehe, sich mit einem Andern zu verheirathen. Er bringt ihn darauf noch an demselben Tage nach Deutschland zurück. Gerhard tritt wild aussehend (sicut barbarus) in sein Haus, wirft seiner Gattin, welche mit dem zweiten Gemahle zusammen ißt, die Hälfte des Ringes in ihren Becher, worauf diese ihn erkennt und den neuen Verlobten entläßt.
Hieran schließt sich zunächst die Sage von dem edeln Möringer, die mit der vorigen sehr übereinstimmt. Nur bleibt der Möringer sieben Jahre aus und kehrt auf eine andere Art zurück, als seine Gattin sich eben mit dem Herrn von Neufen vermählen will, dessen Obhut sie empfohlen war. Von dieser Gefahr benachrichtigt ein Engel den Möringer im Traume; als er aufwacht, befindet er sich in der Nähe seiner Burg.
In Schwaben findet sich eine andere Form der Sage (Meier M. 61), die sich zu einem Märchen gestaltet hat. Ein Herr von Bodman reist bis an das Ende der Welt, nachdem er vorher seine Frau gebeten hat, sieben Jahre lang auf ihn zu warten. Er kommt zuletzt in einer großen Wüste an einen Platz, der mit einer hohen Mauer umgeben ist. Er läßt seinen Bedienten hinauf steigen, welcher aber, als er in das Land hinter der Mauer sehen kann, nur mit der Hand winkt und verschwindet. Sein Kutscher macht es eben so, weil hinter der Mauer der Paradiesgarten war. Der Herr bleibt nun allein zurück und kommt zu einem kleinen Hause, in welchem ein Menschenfresser, das Nebelmännle genannt, wohnt. Dieser verkündigt ihm, dass seine Frau im Begriff stehe, mit einem Andern Hochzeit zu halten und bringt ihn durch die Luft in einer Nacht in die Heimat. Als er in seine Burg kommt, erkennt ihn Niemand, selbst seine Gattin nicht, bis er sich durch seinen Trauring zu erkennen gibt. Damit stimmt die Sage, welche Gottschalk in seinen deutschen Volksmärchen (1, S. 136) von einem schwäbischen Herrn, Kuno von Falkenstein erzählt. Nur wird dieser von dem Teufel fortgebracht, der die Gestalt eines Löwen angenommen hat. Wenn er auf der Fahrt einschläft, so soll er dem Teufel gehören, aber er wird durch einen Falken wach gehalten. In der Form, in welcher Meier (N. 362) dieselbe Sage gibt, kommt weder die Ringscene, noch auch die Paradiesmauer vor.
In andern Sagen nimmt Ungarn die Stelle der fernsten Länder des Orients ein. So zunächst wieder in einer schwäbischen (Meier 373. D.S. 525). Graf Ulrich von Buchhorn, aus dem Geschlechte Karls des Großen und mit einer Nichte Heinrichs des Vogelstellers vermählt, zieht in den Krieg mit den Ungarn, wird aber von den Feinden gefangen genommen und nach Ungarn geführt. Seine Gemahlin, die ihn für todt hält, geht in ein Kloster. Ulrich kehrt in zerlumpten Kleidern als Bettler zurück, bis er erkannt und mit seiner Gemahlin wieder vereinigt wird. Aber nicht nur an einen Nachkommen Karls, sondern auch an ihn selbst hat sich die Sage geheftet. Als Karl nach Ungarn zieht, gelobt er seiner Gemahlin in zehn Jahren heimzukehren; wäre er nach Verlauf dieser Zeit nicht wieder da, so solle sie seinen Tod für gewis halten. Werde er aber durch einen Boten seinen goldenen Ring senden, dann möge sie auf alles vertrauen, was er ihr durch diesen entbieten lasse. Als er neun Jahre ausgeblieben ist, reden die Großen des Landes der Kaiserin so lange zu, bis sie verspricht einen andern Gemahl zu nehmen. Schon soll die Hochzeit in drei Tagen gefeiert werden, als ein Engel dem Kaiser verkündet, wie es zu Hause steht. Er reitet nun auf zwei starken Rossen von Ungarn nach Aachen. Dort setzt er sich in den Dom, wo er zuerst durch seine Erscheinung Schrecken erregt, aber bald erkannt wird2. In der spanischen Sage, welche Grimm (D. Mythol. 980) anführt, reitet Karl auf einem Teufel, der sich in ein Pferd verwandelt hat, in einer Nacht aus dem Morgenlande nach Frankreich.
Eine schwäbische Sage, die noch hierher gehört (D.S. 524. Meier 369), weicht in einigen Punkten von den übrigen Erzählungen ab. Ein Graf Hubert von Calw verläßt seine Gattin, wandert in schlechter Kleidung nach der Schweiz und wird dort in einem Dorfe Hirt. Obgleich unter seiner Aufsicht das Vieh gut gedeiht, so setzen ihn doch die Bauern ab, weil es sie verdrießt, dass er immer auf demselben Berge weidet. Er geht nach Calw zurück, wo seine Frau eben mit einem Andern Hochzeit hält. Er erbittet sich von ihr einen Becher Wein, läßt in diesen seinen goldenen Trauring fallen und kehrt dann in sein Dorf zurück, wo ihm das Vieh wieder anvertraut wird.
Dagegen finden wir außerhalb Deutschland Sagen wieder, welche in den Hauptzügen mit den übrigen stimmen. Bosquet S. 463. 469 gibt drei entsprechende Erzählungen aus der Normandie. Eine, die wir besonders hervorheben, berichtet von einem Herrn von Baqueville, der einen Kreuzzug mitmacht und von den Saracenen gefangen wird. Als er fast sieben Jahre in der Sklaverei zugebracht hat, gelobt er dem heiligen Julian eine Kirche zu bauen, wenn er ihn aus dem Elende errette. Er schläft darauf ein. Als er nach einigen Stunden erwacht, findet er sich vor seinem Schlosse, wo seine Gattin, die ihn für todt hält, sich eben wieder verheirathen will. Er gibt sich ihr durch die Hälfte eines Ringes zu erkennen, dessen andere er ihr bei seiner Abreise zurückgelassen hatte. Dann erzählt Boccaccio im Decameron von einem italienischen Edelmanne, der durch einen Schwarzkünstler schnell aus dem Oriente nach Pavia zurückgebracht wird, wo seine Gattin eben einen Andern heirathen will. Auch hier gibt sich der für todt Gehaltene durch einen Ring zu erkennen.
Daß nun alle diese Erzählungen ungeachtet der wechselnden Oertlichkeiten, ungeachtet der verschiedenen Träger der Begebenheiten und der abweichenden Gestaltung im Einzelnen in den Hauptpunkten stimmen und auf einen gemeinsamen Ursprung hinweisen, ist so deutlich, dass wir es nicht ausführlich zu beweisen brauchen.“

### Zum Ringmotiv
Häufig dient ein Ring als Erkennungszeichen.
Francis James Child hat in seiner Ausgabe englischer und schottischer Balladen sehr ausführliche Hinweise zur Ballade Hind Horn (Nr. 17) gegeben.